# Lithops herrei
Lithops herrei L.Bolus, 1932 è una pianta succulenta appartenente alla famiglia delle Aizoacee.

## Etimologia
L'epiteto specifico è un omaggio al botanico tedesco Adolar Gottlieb Julius Herre (1895–1979).

## Descrizione
Le foglie sono bianco avorio e crescono in coppia e presentano un motivo grigio-verde nella parte superiore. Il fiori giallo scuro emergono dalla fessura tra le due foglie.